# Sabrina Valley
Das Sabrina Valley ist ein eisfreies Tal im Australischen Antarktis-Territorium. In der Britannia Range liegt es zwischen dem Pontes Ridge und dem Sabrina Ridge.
Eine Mannschaft neuseeländischer Geologen der University of Waikato, die in diesem Gebiet zwischen 1978 und 1979 Untersuchungen durchführte, benannte das Tal in Anlehnung an die Benennung des Sabrina Ridge. Dieser ist benannt nach dem Namen für den englischen Fluss Severn in römischer Zeit.